# Ageniaspis citricola
Ageniaspis citricola es una especie de insecto, una avispilla parasitoide, de la familia Encyrtidae. Esta especie está reportada como control biológico del minador de los cítricos (Phyllocnistis citrella).